# Vico Iasi
Vico Iasi é um repórter e apresentador de televisão brasileiro, conhecido por seu trabalho no programa Globo Rural, da TV Globo.

## Carreira
Iasi iniciou sua carreira de jornalismo no programa Globo Ciência, em 1992.
Em 1995, Iasi foi trabalhar no rádio, sendo o apresentador do programa CBN Campo, da Rádio CBN.. 
No ano seguinte, retornou para a televisão para trabalhar no Globo Rural, sendo um dos apresentadores. Em 11 de março de 2022, foi anunciada sua saída da Globo. E no dia 
27 de março do mesmo ano, apresentou pela última vez  o Globo Rural, tendo suas funções de apresentador e chefe de redação sendo assumidas por Camila Marconato.

## Prêmios e Honrarias
- 1996 - Jornalista Amigo da Criança - pela matéria "Criança Trabalho", que trata sobre o trabalho infantil no campo[4];
- 1999 - Prêmio Embrapa de Reportagem - pela matéria "Pimenta longa: agricultura e qualidade de vida na Amazônia", que trata sobre o cultivo ecológico no Acre.[5]
- 2001 - Prêmio Embrapa de Reportagem (2° Lugar) - pela matéria "Palmeira-Real: o novo palmito ecológico do Brasil".[5]
- 2005 - Prêmio Madeira de Jornalismo Florestal - por uma série sobre desenvolvimento sustentável da Amazônia
- 2009 - Prix de l’Inathèque de France - concedido pelo "INA – Institut National de l’Audiovisuel". O trabalho premiado foi: “Globo Rural et le terroir global – Les rapports entre culture, territoire, télévision et mondialisation au Brésil”  (“Globo Rural e o ambiente global - As relações entre cultura, território e globalização no Brasil”).[4]
- 2012 - Prêmio Sebrae de Telejornalismo - pela matéria "Os miseráveis do Brasil rural – problemas, ações e soluções", que trata sobre o combate à pobreza no meio rural.[6]
- 2013 - Prêmio Sebrae de Telejornalismo - por reportagens sobre agricultura familiar